# تل مرق
تل مرق (به عربی: تل مرق) یک روستا در سوریه است که در ناحیه تمانعه واقع شده‌است. تل مرق ۸۳۱ نفر جمعیت دارد.